# Bognár Gergely
Bognár Gergely (Csallóközpósfa, 1868. február 16. – Esztergom, 1947. május 30.) szentszéki tanácsos, kanonok, plébános.

## Élete
Szülei Bognár Ferenc és Mészáros Rozália voltak.
Teológiai tanulmányait az esztergomi Hittudományi Főiskolán végezte. 1892. június 27-én pappá szentelték, majd káplánként szolgált Pozsonypüspökin. 1896-tól plébános Dunahidason. 1906-ban sikertelenül pályázott a somorjai plébániára. 1907-től a Magyarországi Róm. Kath. Hittanárok és Hitoktatók Egyesületének tagja. 1913-ban az ellenzék tagjaként nem fogadta el és tartózkodott Pozsony vármegye közgyűlésének kormány melletti bizalmi indítványa ügyében. 1911-ig a Hidasi Keresztény Fogyasztási Szövetkezet igazgatósági tagja, de még 1917-ben is egyik vezetője volt. 1917-ben a Féli Mezőgazdasági Hengermalom Részvénytársaság igazgatósági tagja.
1926-tól nagyszombati szentszéki bíró. 1927-től Gútán lett adminisztrátor, majd plébános. 1929-ben támogatta a komáromi bencések diákmenzáját.
Az Egyesült Magyar Párt politikai törekvéseit is támogatta, 1937-ben nagygyűlést szerveztek Gútán. A kommunista párt ellen szólalt fel.
1938. november 7-én a Felvidék visszatértekor ünnepi beszédet tartott Gútán. A magyar Nemzeti Tanács elnöke volt. Az első bécsi döntés után 1939 májusában az abonyi iskola zászlót ajándékozott a gútai iskolának, mely zászlót felszentelte és ünnepi beszédet mondott. Missziós egyesületet alapított az elcsatolt magyar hívek pasztorálására. 1939. július 25-től esztergomi mesterkanonok.
Az esztergomi bazilika kriptájában temették el.
A galántai Szent Ágoston Társulatnak elnöke, és 1889-től a Szent István Társulat tagja volt. A Magyarországi Róm. Kath. Hittanárok és Hitoktatók Egyesületének tagja.

## Elismerései
- Magyarországért érdemkereszt
- Magyar Érdemrend tisztikeresztje[21]

## Művei
- 1939 A közönség szószéke - Válasz egy nyilas képviselőnek. Nemzeti Újság 21/70, 20 (1939. március 25.)